# Susanne Bowen
Susanne Bowen (* 23. Juli 1979 in Wismar) ist eine deutsche politische Beamtin. Seit 2019 ist sie Staatssekretärin in Mecklenburg-Vorpommern, von 2019 bis 2021 im Ministerium für Bildung, Wissenschaft und Kultur, seit 2021 im Ministerium für Wissenschaft, Kultur, Bundes- und Europaangelegenheiten.

## Biografie
Bowen ist die Tochter der langjährigen Wismarer Bürgermeisterin Rosemarie Wilcken (SPD). Sie studierte nach dem Abitur am Gerhart-Hauptmann-Gymnasium Wismar Rechtswissenschaften an der Universität Bonn, der Universität Göttingen, der Universität Paris und der Universität Kaliningrad. Nach dem 1. Staatsexamen absolvierte sie ihr Rechtsreferendariat in Schleswig-Holstein mit Stationen in Tallinn und in der Deutschen Botschaft in Moskau. Nach dem 2. Staatsexamen arbeitete Bowen seit Anfang 2009 im Staatlichen Schulamt Neubrandenburg. Von Ende 2009 war sie als Justitiarin und ab März 2010 gleichzeitig als Leiterin des Dezernats Studierendenservice für die Fachhochschule Stralsund tätig.
Von Dezember 2010 bis Dezember 2018 war Bowen Kanzlerin der Fachhochschule bzw. Hochschule Stralsund. Ab 2013 studierte sie berufsbegleitend Hochschul- und Wissenschaftsmanagement als Weiterbildungsstudium an der Hochschule Osnabrück.
Ab dem 27. August 2019 war Bowen Staatssekretärin im Bildungsministerium des Landes Mecklenburg-Vorpommern unter Ministerin Bettina Martin. Sie ist damit Nachfolgerin von Sebastian Schröder, der aus familiären Gründen in den unbezahlten Urlaub ging. Nach der Bildung des Kabinetts Schwesig II am 15. November 2021 folgte sie Ministerin Martin als Staatssekretärin ins Ministerium für Wissenschaft, Kultur, Bundes- und Europaangelegenheiten.